# Младен Србиновски
Младен Србиновски (1958, Вруток, Гостивар) је македонски књижевник у македонској јавности познат по својим ставовима да је македонски народ у суштини вјештачки створен и да се састоји од Бугара који су изгубили национални идентитет.